# Коркодон
Коркодо́н, Кильчага (северноюкаг. Коркигэ — скакать (о волне), от «д» — соединительная согласная, от «он» — река — бурная река) — река в Магаданской области России, правый приток Колымы. Длина — 476 км, площадь бассейна — 42 800 км².
По площади бассейна после Омолона и Анюя является третьим притоком Колымы. Основной приток — Булун (правый).

## Гидрография
Берёт начало на юго-восточных склонах Коркодонского хребта, протекает между ним и хребтом Молькаты, в верховьях имеет горный характер с бурным течением и порогами; в низовье течение успокаивается, река выходит на широкую заболоченную долину. Русло разветвляется на рукава, меандрирует.
В бассейне Коркодона свыше 1100 термокарстовых озёр и болот.

## Водный режим
Питание реки преимущественно снеговое.
Первые ледовые явления на реке начинаются в сентябре и сопровождаются зажорами. Река окончательно сковывается льдом с середины октября. Русло перемерзает, формируются наледи. В низовьях характерны полыньи. Коркодон вскрывается во второй половине мая. Весеннее половодье плавно сменяется летне-осенними паводками.

## Состав воды
Среднемноголетняя мутность Коркодона 50-100 г/м³. По химическому составу речная вода относится к гидрокарбонатному классу и кальциевой группе. Средняя минерализация воды менее 50 мг/л.

## Хозяйственное использование
Река судоходна. Осуществляется сплав леса.

## Ихтиофауна
В водах Коркодона обитают: голец, щука, чукучан, ленок, сиг, хариус, кумжа, лосось, чир, нельма, омуль, пелядь.

## Расход воды
Среднегодовой расход воды в 306 км от устья — 51,3 м³/с. На половодье приходится треть годового стока.
| Средний расход воды (м³/с) реки Коркодон по месяцам с 1977 по 1988 гг. (замеры производились на гидрологическом посту в районе устья реки Кольцевой, 306 км от устья) |

## Данные водного реестра
По данным государственного водного реестра России и геоинформационной системы водохозяйственного районирования территории РФ, подготовленной Федеральным агентством водных ресурсов:
- Бассейновый округ — Анадыро-Колымский
- Речной бассейн — Колыма
- Речной подбассейн — Колыма до впадения Омолона
- Водохозяйственный участок — Колыма от впадения реки Сеймчан до водомерного поста гидрометеорологической станции Коркодон
- Код водного объекта — 19010100312119000025475

## Притоки
Объекты перечислены по порядку от устья к истоку.
- 8 км: река без названия
- 14 км: река без названия
- 26 км: Пограничник
- 34 км: Ледяной
- 37 км: Лунный
- 40 км: Луговой
- 48 км: Большой Ярходон
- 49 км: Незаметный
- 72 км: река без названия
- 74 км: Пунгали
- 76 км: река без названия
- 83 км: река без названия
- 83 км: Ярхочан
- 91 км: Булун
- 101 км: река без названия
- 112 км: река без названия
- 135 км: река без названия
- 149 км: Ветвистая
- 159 км: Арыкимба
- 159 км: река без названия
- 170 км: Дремучий
- 171 км: Лариончик
- 188 км: Ялобо-Уннунге
- 202 км: Билирикен
- 213 км: Ольча
- 222 км: Древний
- 231 км: Крупный
- 233 км: Эльгахчан
- 237 км: Кегали
- 248 км: река без названия
- 258 км: Тройник
- 259 км: Рагуля
- 275 км: река без названия
- 284 км: Няники
- 285 км: Джугаджак
- 290 км: река без названия
- 298 км: Кольцевая
- 303 км: Туфовый
- 309 км: река без названия
- 326 км: река без названия
- 328 км: Бургагчан
- 352 км: Лев. Бургали
- 352 км: Прав. Бургали
- 353 км: Медвежья
- 370 км: река без названия
- 373 км: река без названия
- 374 км: Глухая
- 389 км: Хивегчан
- 393 км: река без названия
- 396 км: река без названия
- 400 км: Чистый
- 402 км: Тарын-Юрях
- 404 км: Бургагчан
- 415 км: река без названия
- 416 км: река без названия
- 421 км: Русская
- 423 км: Тебана
- 426 км: река без названия
- 438 км: река без названия
- 445 км: Левый Коркодон
- 446 км: река без названия
- 453 км: река без названия